# Mediators of Inflammation
Mediators of Inflammation is een internationaal, aan collegiale toetsing onderworpen open access wetenschappelijk tijdschrift op het gebied van de celbiologie en de immunologie. De naam wordt in literatuurverwijzingen meestal afgekort tot Mediat. Inflamm. Het wordt uitgegeven door Hindawi Publishing Corporation en verschijnt tweemaandelijks. Het eerste nummer verscheen in 1992.